# Seille (affluent de la Saône)
Pour les articles homonymes, voir Seille.
Ne doit pas être confondu avec Seille (affluent de la Moselle) ou Seille (affluent de l'Ouvèze).
La Seille est une rivière française qui coule dans les départements de l'Ain, du Jura et de Saône-et-Loire, en régions Bourgogne-Franche-Comté et Auvergne-Rhône-Alpes. Née dans le Jura, elle est un affluent de la Saône (rive gauche), rejoignant celle-ci sur le territoire de la commune de La Truchère, en Saône-et-Loire.

## Géographie

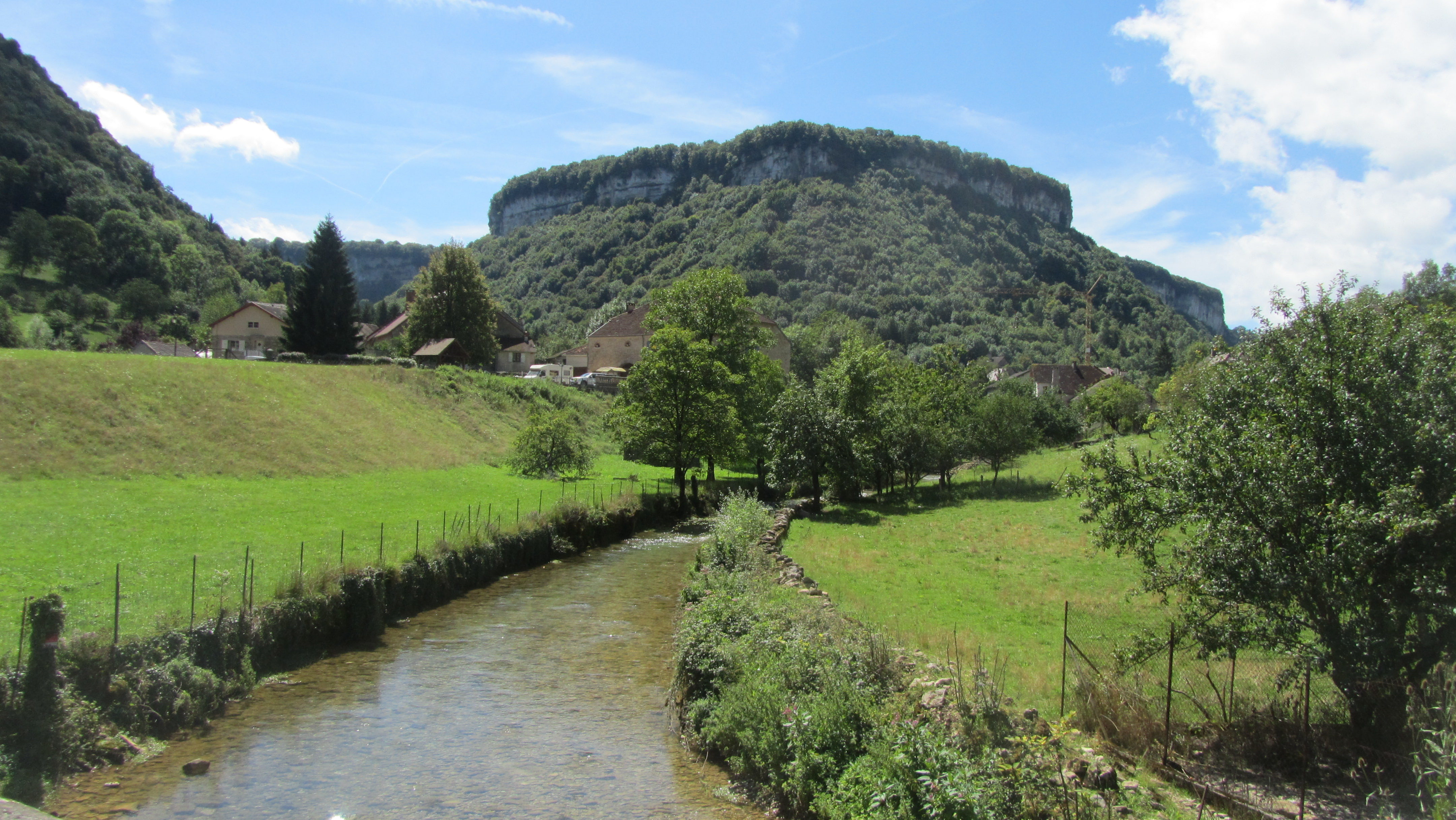
La Seille à Baume-les-Messieurs.

La rivière prend sa source au fond de la reculée de Ladoye-sur-Seille puis traverse le vignoble jurassien en arrosant Nevy-sur-Seille, Voiteur, Arlay avant d'atteindre la plaine agricole de Bletterans puis Louhans et la Bresse, en Saône-et-Loire, pour rejoindre enfin la Saône à la Truchère, à quelques kilomètres au sud de Tournus. Quelques kilomètres avant son embouchure (Basse Seille), elle forme un réseau d'étangs, de dunes et de tourbières de 3 047 hectares, abritant un grand nombre d'oiseaux migrateurs, dont des espèces menacées et des espèces végétales rares.
La Seille, longue de 100,51 km, est dans sa partie supérieure une tranquille rivière à truites qui déborde parfois de son lit au printemps. Son cours inférieur, soumis lui aussi à des crues importantes, est navigable sur 39 kilomètres de Louhans à la Truchère ; on peut alors y rencontrer des silures qui colonisent la rivière depuis les années soixante et qui atteignent parfois une taille impressionnante. La rivière est réputée avoir offert les premières captures de gros silures en France, dans les années 1980 (record : 2,20 m de long et 66 kg[réf. nécessaire]).
Au milieu du XIXe siècle, une cinquantaine de moulins étaient actionnés par l'eau de la Seille (non compris la partie jurassienne).
C’est à Émiland Gauthey, ingénieur des Ponts et Chaussées de la province de Bourgogne, que revient à partir de 1784 la mise en œuvre d'un projet de canalisation de la Seille, de Louhans jusqu’à la Saône, l’idée d’un aménagement dans la partie supérieure du cours ayant été abandonnée. Les travaux à entreprendre furent multiples. Il fallut compter avec les trois moulins déjà installés au fil de l’eau et qui barraient le cours de la rivière à la hauteur de Branges, de Loisy et de Cuisery et, pour cela, on dut construire des écluses et creuser des biefs de dérivation. Il fallut aussi rectifier le linéaire de la rivière, le raccourcir en pratiquant des rescindements dans les méandres. Il fallut enfin aménager les berges pour rendre le halage possible. Quant à l’écluse et au barrage de la Truchère, ils eurent pour but de relever le niveau d’eau pour permettre le passage des bateaux en toute saison.

### Communes et cantons traversés
La Seille traverse successivement les communes et cantons suivants (depuis sa source jusqu’à sa rencontre avec la Saône) : 
- Ladoye-sur-Seille, Blois-sur-Seille, Nevy-sur-Seille, Château-Chalon, Voiteur, Domblans (canton de Poligny),
- Arlay, Ruffey-sur-Seille, Villevieux, Bletterans, Nance, Cosges (canton de Bletterans),
- Le Tartre, Sens-sur-Seille, Frangy-en-Bresse, Saint-Germain-du-Bois, Montcony (canton de Pierre-de-Bresse),
- Saint-Usuge, Montagny-près-Louhans, Vincelles, Louhans, Branges, Sornay (canton de Louhans),
- Savigny-sur-Seille, Bantanges, Rancy, Huilly-sur-Seille, Jouvençon, Loisy, Brienne, Cuisery, La Genête, Romenay, Ratenelle (canton de Cuiseaux),
- Sermoyer (canton de Replonges),
- La Truchère (canton de Tournus).

La Seille…
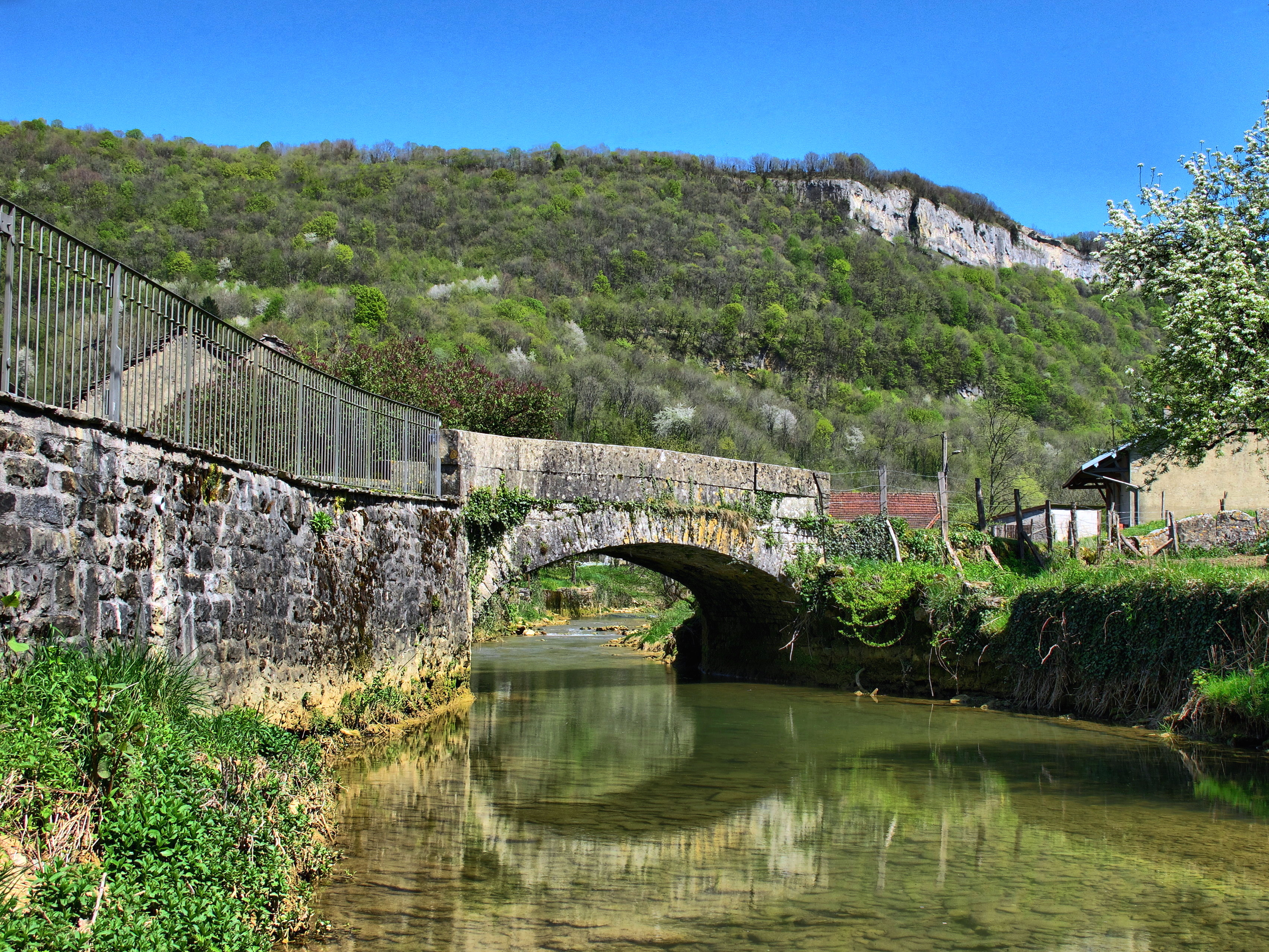
… à Blois-sur-Seille
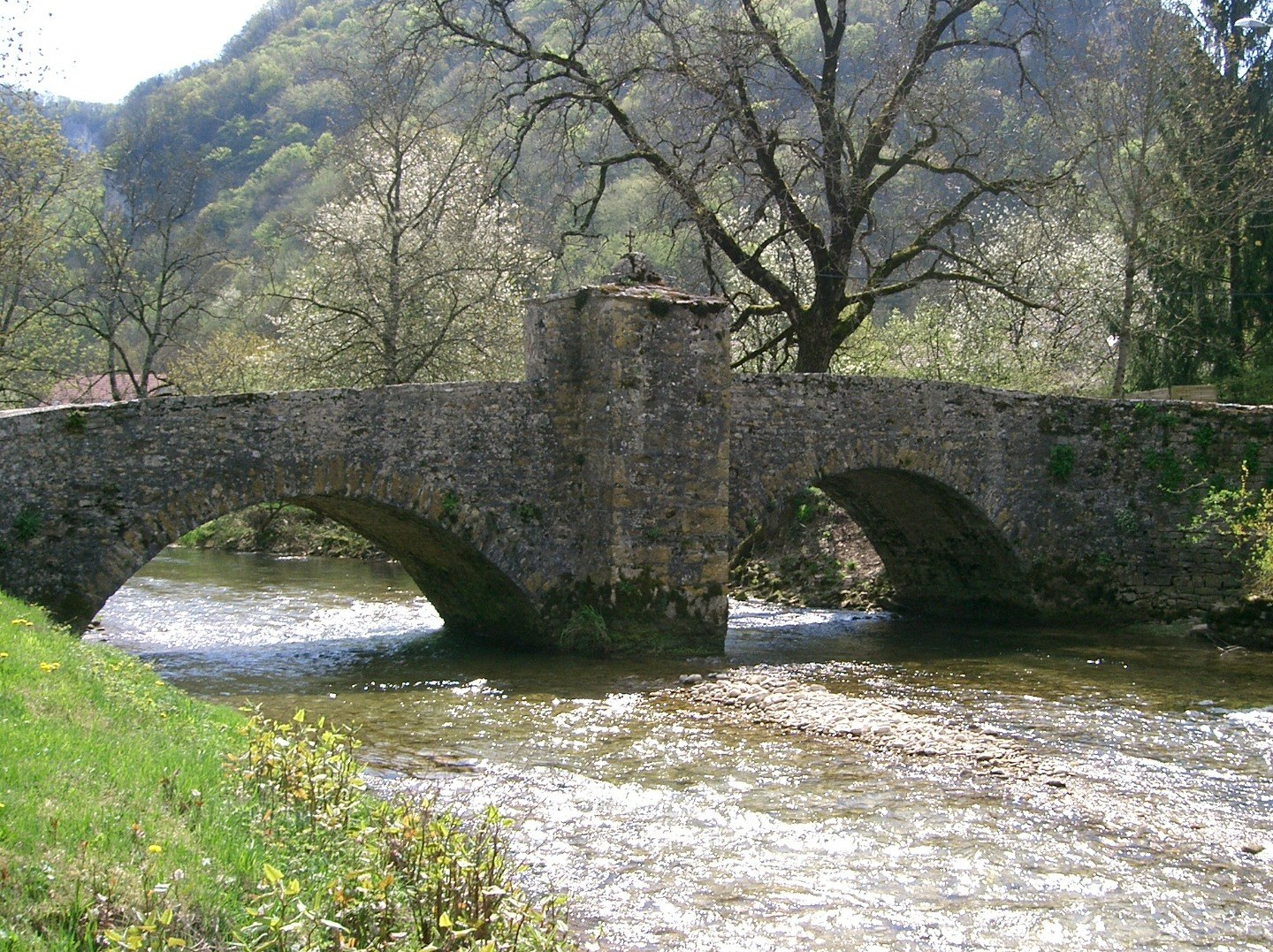
… à Nevy-sur-Seille
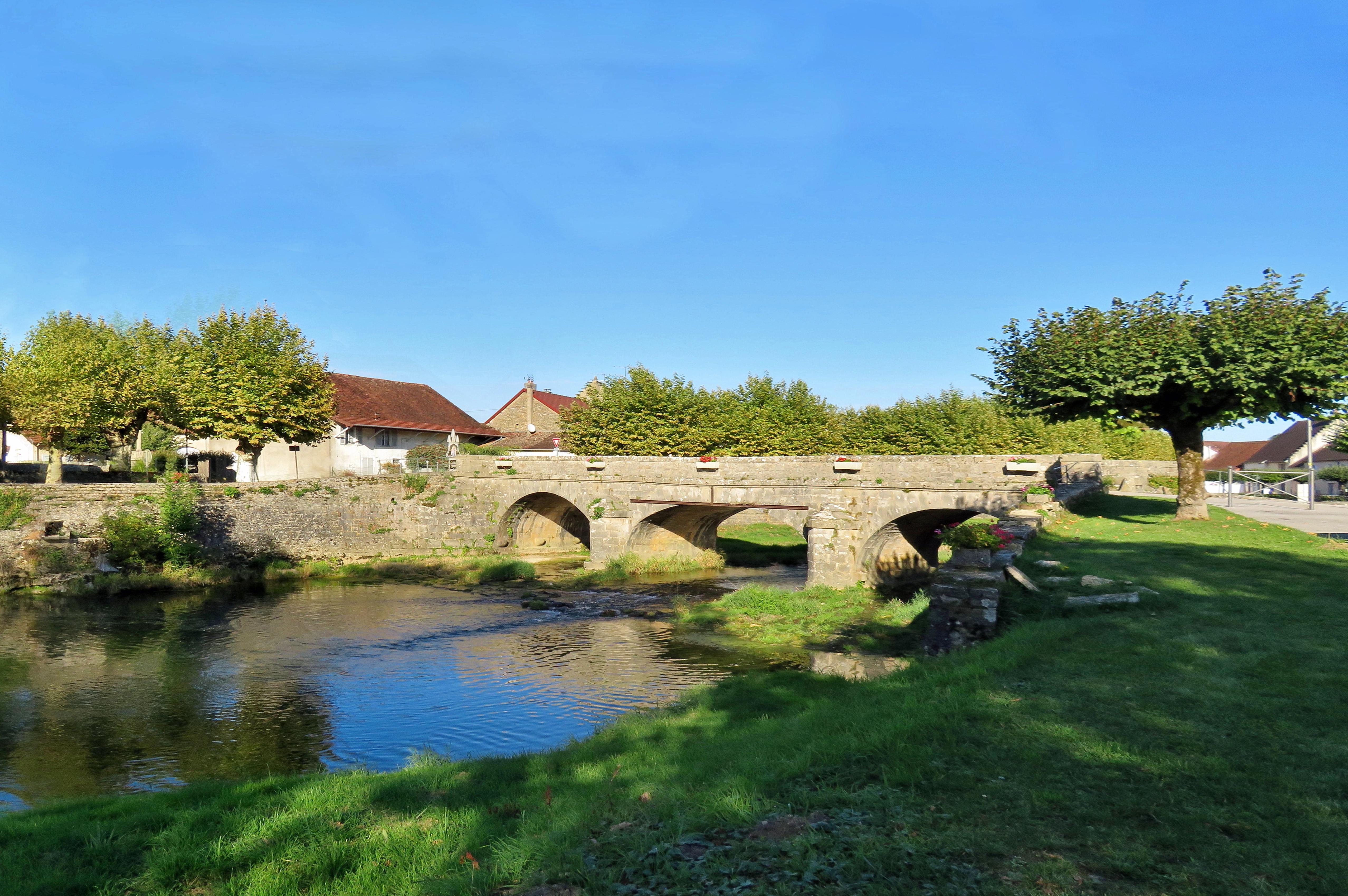
… à Ruffey-sur-Seille
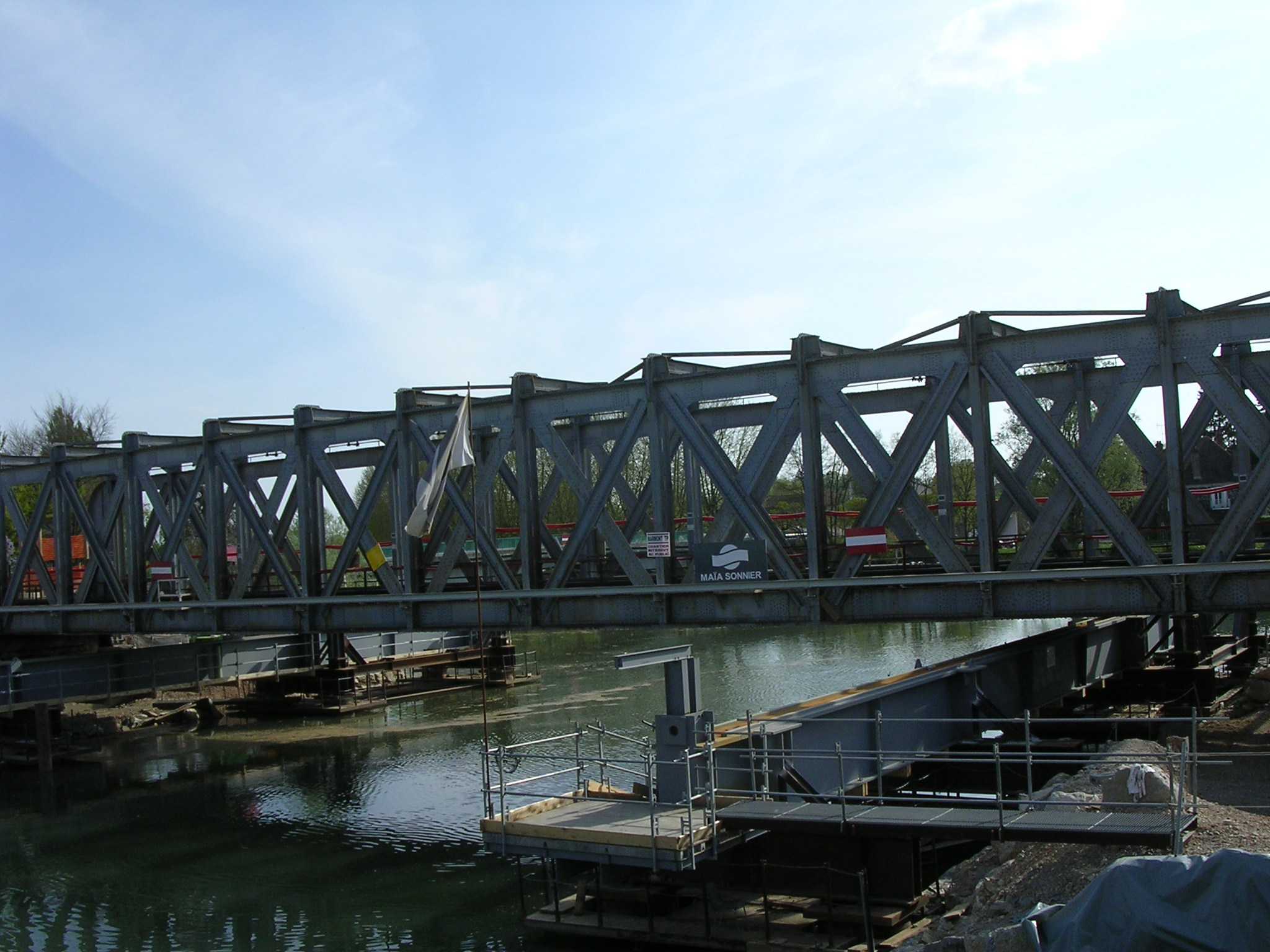
… à Louhans
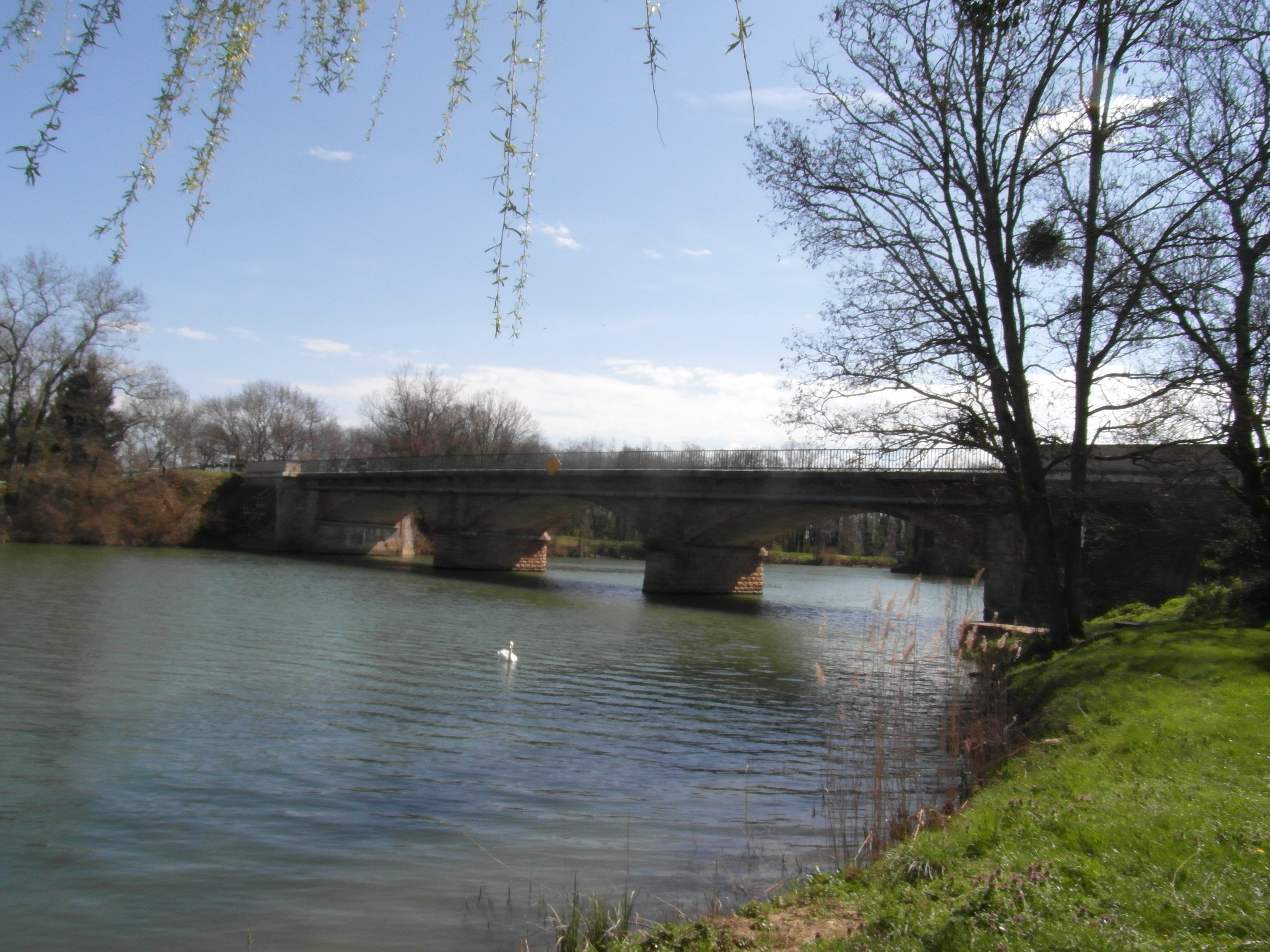
… à Cuisery
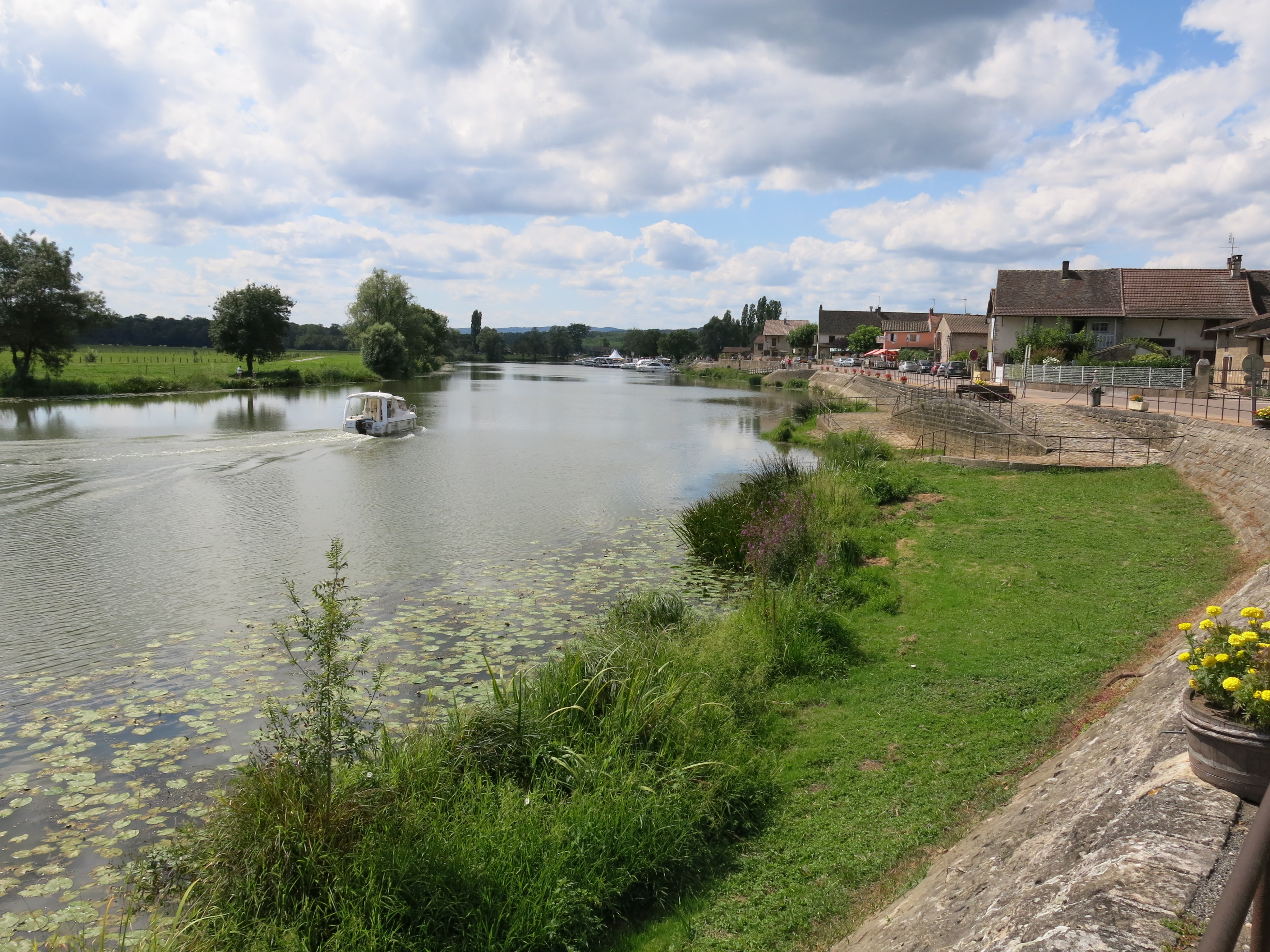
… à la Truchère

### Bassin versant
Le bassin versant de la Seille est de 2 620 km² et concerne quelque 600 km de cours d’eau qui coulent dans trois départements : le Jura, la Saône-et-Loire et l’Ain, et de ce fait concerne trois régions.

### Organisme gestionnaire
Un contrat de rivière du bassin de la Seille porté par le Syndicat mixte Saône et Doubs a été mis en œuvre depuis 2002 avec l'aide financière des conseils régionaux et généraux, de l’Agence de l’eau et de l’État. Ce syndicat est désormais intégré dans l'EPTB Saône-Doubs. Il se préoccupe de la qualité de l'eau mais aussi des inondations de lieux habités lors des crues qui concernent plus de trente communes, les trois secteurs les plus touchés étant l’agglomération louhannaise, Bletterans et Voiteur.

## Ponts et ponceaux
Au Moyen Âge, la traversée de la rivière se faisait essentiellement par bac ou à gué. On installa ensuite quelques ponts en bois ; la pierre ne fut utilisée qu’à la fin du XVIIIe siècle. 
La Seille emporte les ponts construits par Émiland Gauthey à Louhans peu après leur construction, en 1785. Les bombardements de 1944 détruisent la plupart des ponts. Ils sont rebâtis à l’identique dans les années d’après-guerre.
La Seille compte aujourd'hui 47 points de franchissement en incluant affluents et sous-affluents :
- 13 ponts traversent la rivière, dont un ancien pont mobile à Loisy et un pont sur le barrage de La Truchère. Certains font l'objet d'une protection au titre des monuments historiques :
  - vieux pont de Baume-les-Messieurs,
  - pont de Nevy-sur-Seille,
  - pont de Ruffey-sur-Seille ;

- 34 ponceaux permettent aux affluents d’alimenter la rivière en passant sous le chemin de halage[6].

Deux ponts ferroviaires, sur une voie de desserte datant de la fin du XIXe-début XXe siècle et aujourd'hui désaffectée, franchissent également la rivière : la  cage de Louhans, remplacée en 2010 par un ouvrage moderne et le pont de Ratenelle,.

## Affluents et sous-affluents
- la Brenne (rd[note 1]), 54 kilomètres, qui conflue à Frangy-en-Bresse, au hameau de Clémencey.
- le Solnan (rg), 62 kilomètres, qui conflue à Louhans
  - le Sevron (rg), 55 kilomètres
  - la Gizia (rd), 17 kilomètres
  - la Vallière (rd), 51 kilomètres
- la Sâne Vive (rg) 46,8 kilomètres, qui conflue à La Genête
  - la Sâne Morte (rd) 54,6 kilomètres, qui conflue avec la Sâne Vive à Ménetreuil

## Hydrologie

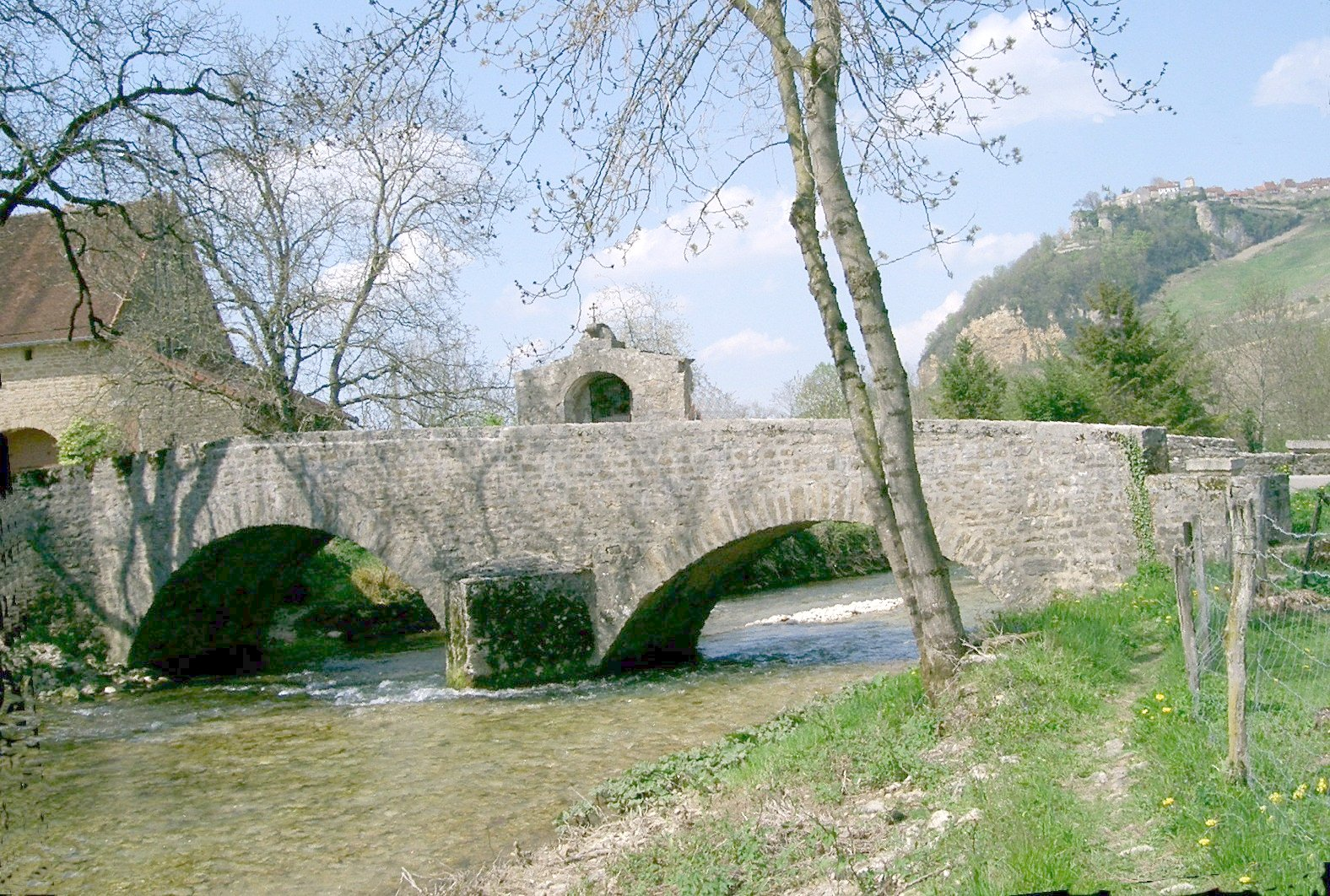
La Seille à Nevy-sur-Seille.

La Seille est une rivière assez régulière, à l'instar de ses voisines de la région. 

### La Seille à Louhans
Son débit a été observé sur 18 ans (entre 1993 et 2012), à Louhans, ville du département de Saône-et-Loire située à près de 40 kilomètres de son confluent avec la Saône . La surface étudiée est de 1 816 km2, soit 69,3 % de la totalité du bassin versant de la rivière qui en compte 2 620.
Le module de la rivière à Louhans est de 30,80 m3/s.
La Seille présente des fluctuations saisonnières de débit bien marquées. Les hautes eaux d'automne-hiver se prolongent au début du printemps et se caractérisent par des débits mensuels moyens allant de 36 à 50 m3/s, de novembre à avril inclus (avec deux maxima : en novembre et en janvier). À partir du mois de mai, le débit baisse rapidement jusqu'aux basses eaux d'été qui ont lieu de juin à septembre, entraînant une  baisse du débit mensuel moyen atteignant 13,3 m3/s au mois d'août. Mais ces moyennes ne sont que des moyennes et cachent des fluctuations plus prononcées sur de courtes périodes ou selon les années. Ainsi, le module ou débit interannuel moyen a évolué entre 27,22 m3/s en 2004 et 39,92 en 1995.

### Crues
Les crues de la Seille peuvent être très importantes, surtout compte tenu de la taille assez étendue du bassin versant. Les QIX 2 et QIX 5 valent respectivement 340 et 470 m3. Le QIX 10 vaut 560 m3/s, tandis que le QIX 20 se monte à 650 m3/s. Le QIX 50, quant à lui, n'a pas été calculé, étant donné la durée d'observation insuffisante.
Le débit instantané maximal enregistré à Louhans a été de 632 m3/s le 25 octobre 1999, tandis que la valeur journalière maximale était de 526 m3/s le même jour.

### Lame d'eau et débit spécifique
La Seille est une rivière fort abondante. La lame d'eau écoulée dans cette partie (principale) de son bassin versant est de 535 millimètres annuellement, ce qui est nettement supérieur à la moyenne d'ensemble de la France (320 millimètres), et aussi à la moyenne du bassin de la Saône (501 millimètres). Le débit spécifique (ou Qsp) atteint de ce fait le chiffre fort robuste de 17,0 litres par seconde et par kilomètre carré de bassin.

## La Seille navigable

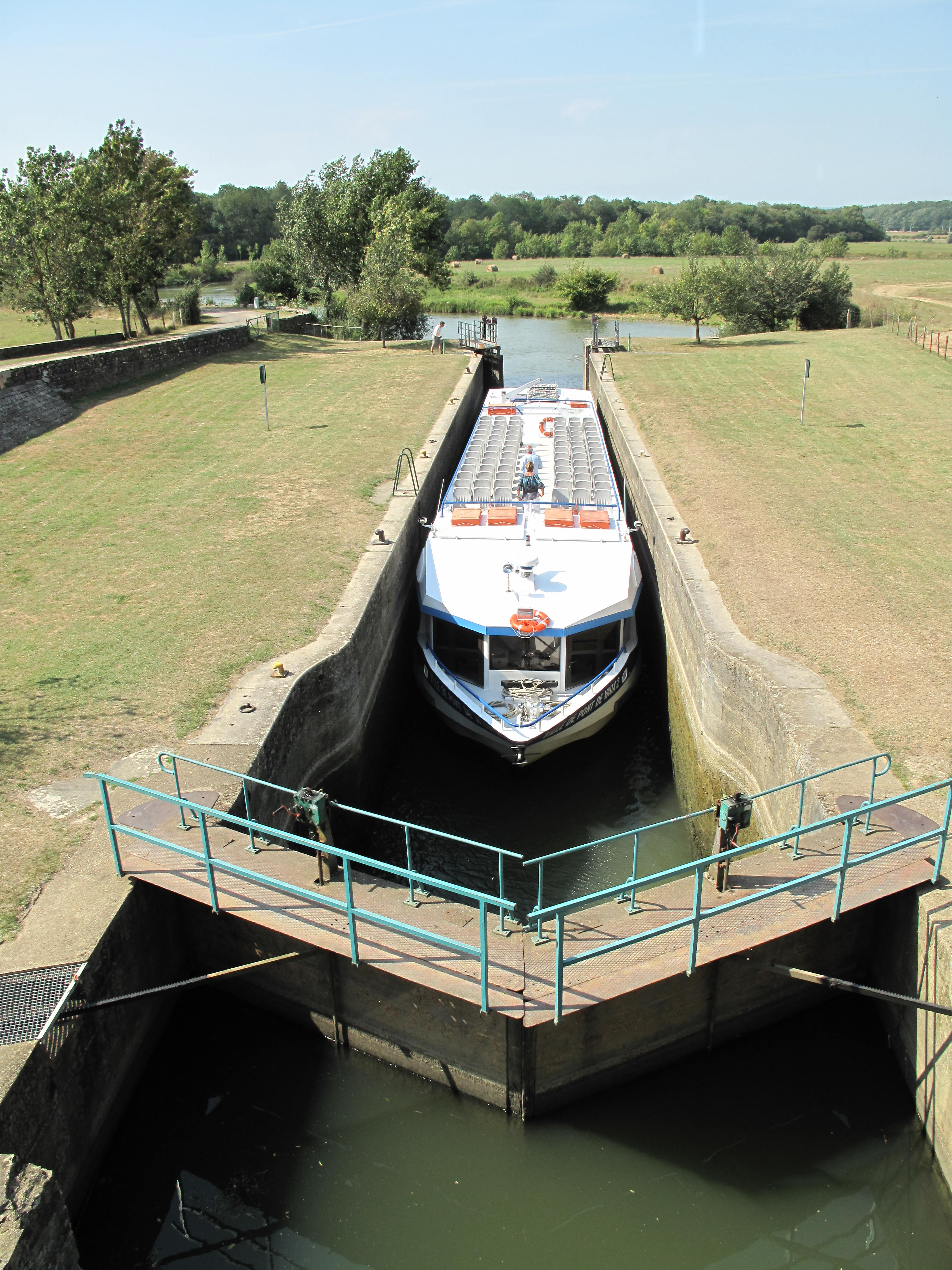
L'écluse de la Truchère.

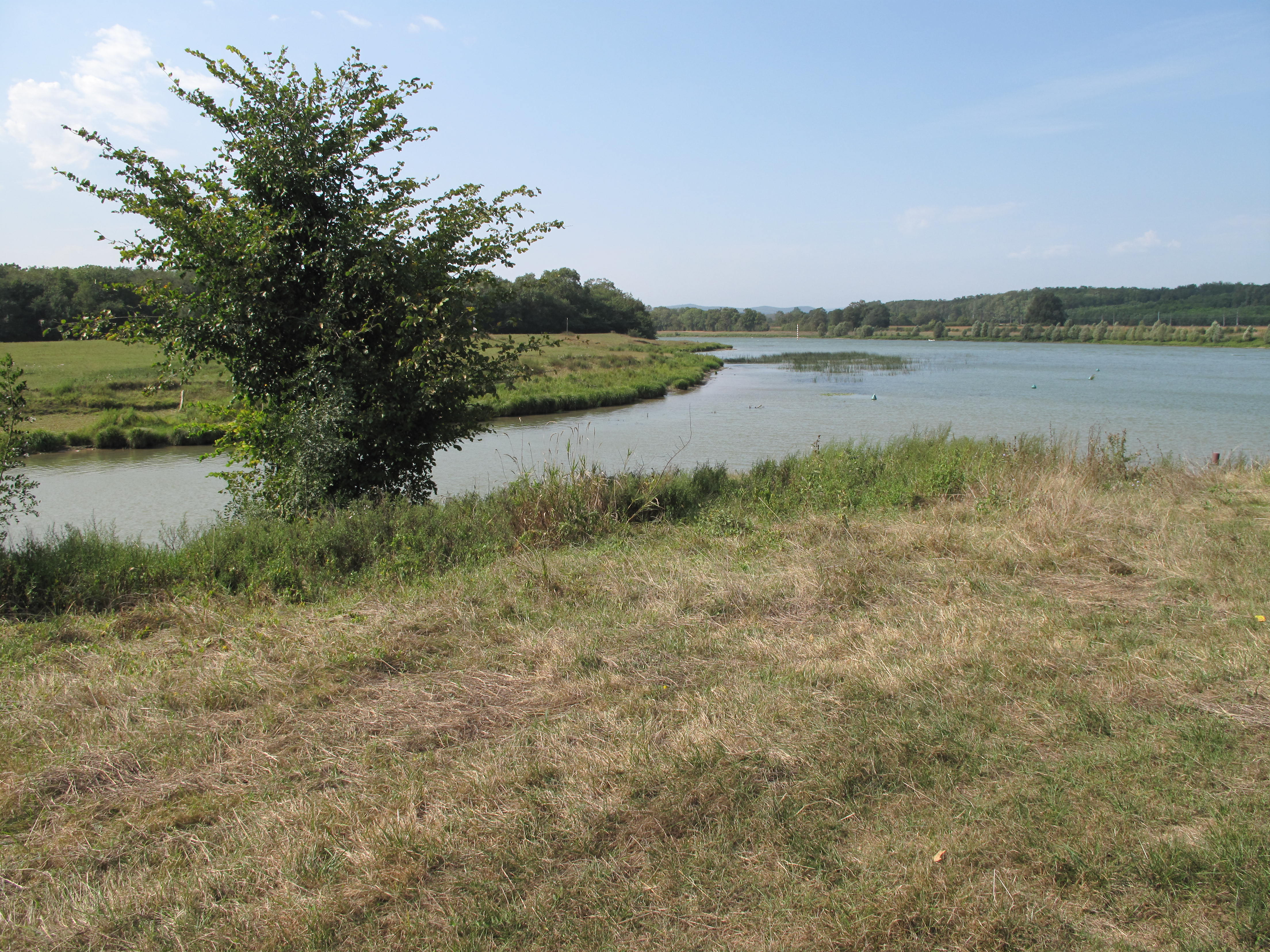
La jonction canal de la Seille / Saône.

Navigable sur 39 km depuis Louhans jusqu'à la Saône à La Truchère, la Seille est une très agréable rivière, idéale pour des croisières fluviales. Elle est large, son courant est faible et la sinuosité de son parcours ainsi que la beauté de ses paysages rendent sa navigation très agréable. En outre, elle arrose Cuisery, village du livre.
On doit la canalisation de la Seille à Émiland Gauthey à la fin du XVIIIe siècle. Quatre écluses de 30 m sur 6 ponctuent alors son cours. 
À la fin du XIXe siècle, la première de ces écluses, à La Truchère, est seule portée au gabarit Freycinet. La Seille ne connait plus aucune navigation marchande et est entièrement dévolue à la plaisance.